# Карін Андергольм
Карін Андергольм (швед. Carin Anderholm; нар. 19 березня 1966) — колишня шведська тенісистка.
Найвищу одиночну позицію світового рейтингу — 555 місце досягла 2 лютого 1987 року.
Здобула 1 парний титул туру ITF.
Завершила кар'єру 1986 року.

## Фінали ITF
| Легенда         |
| --------------- |
| турніри $10,000 |

### Одиночний розряд (0–3)
| Результат | Ранг | Дата          | Турнір                    | Покриття | Суперниця       | Рахунок  |
| --------- | ---- | ------------- | ------------------------- | -------- | --------------- | -------- |
| Поразка   | 1.   | 17 липня 1983 | Бостад, Швеція            | Тверде   | Вірджинія Рузіч | 2-6, 3-6 |
| Поразка   | 2.   | 23 січня 1984 | Кі-Біскейн (Флорида), США | Тверде   | Ізабель Демонжо | 5–7, 3–6 |
| Поразка   | 3.   | 15 липня 1984 | Бостад, Швеція            | Ґрунт    | Аннетт Галлі    | 1-6, 4-6 |

### Парний розряд (1–0)
| Результат | Ранг | Дата          | Турнір         | Покриття | Партнерка     | Суперниці                 | Рахунок       |
| --------- | ---- | ------------- | -------------- | -------- | ------------- | ------------------------- | ------------- |
| Перемога  | 1.   | 15 липня 1984 | Бостад, Швеція | Ґрунт    | Гелена Олссон | Елена Герра Даніела Мойсе | 1-6, 7-6, 6-0 |